# Heilig Kreuz (Gundelsdorf)

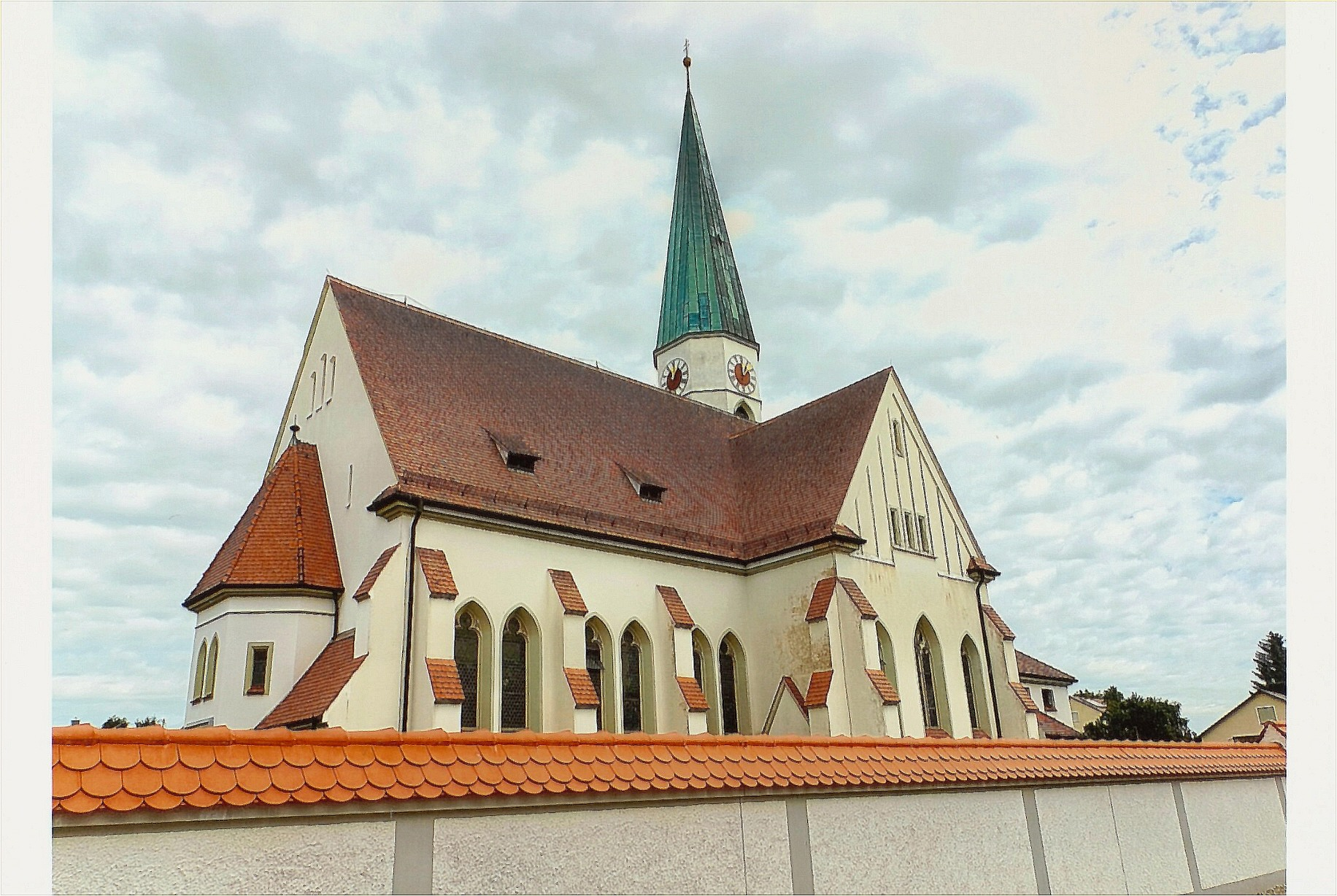
Pfarrkirche Heilig Kreuz in Gundelsdorf

Die Pfarrkirche Heilig Kreuz in Gundelsdorf, einem Ortsteil der Gemeinde Pöttmes im Landkreis Aichach-Friedberg in Bayern, ist ein neugotischer Bau, der von 1913 bis 1915 errichtet wurde.

## Geschichte

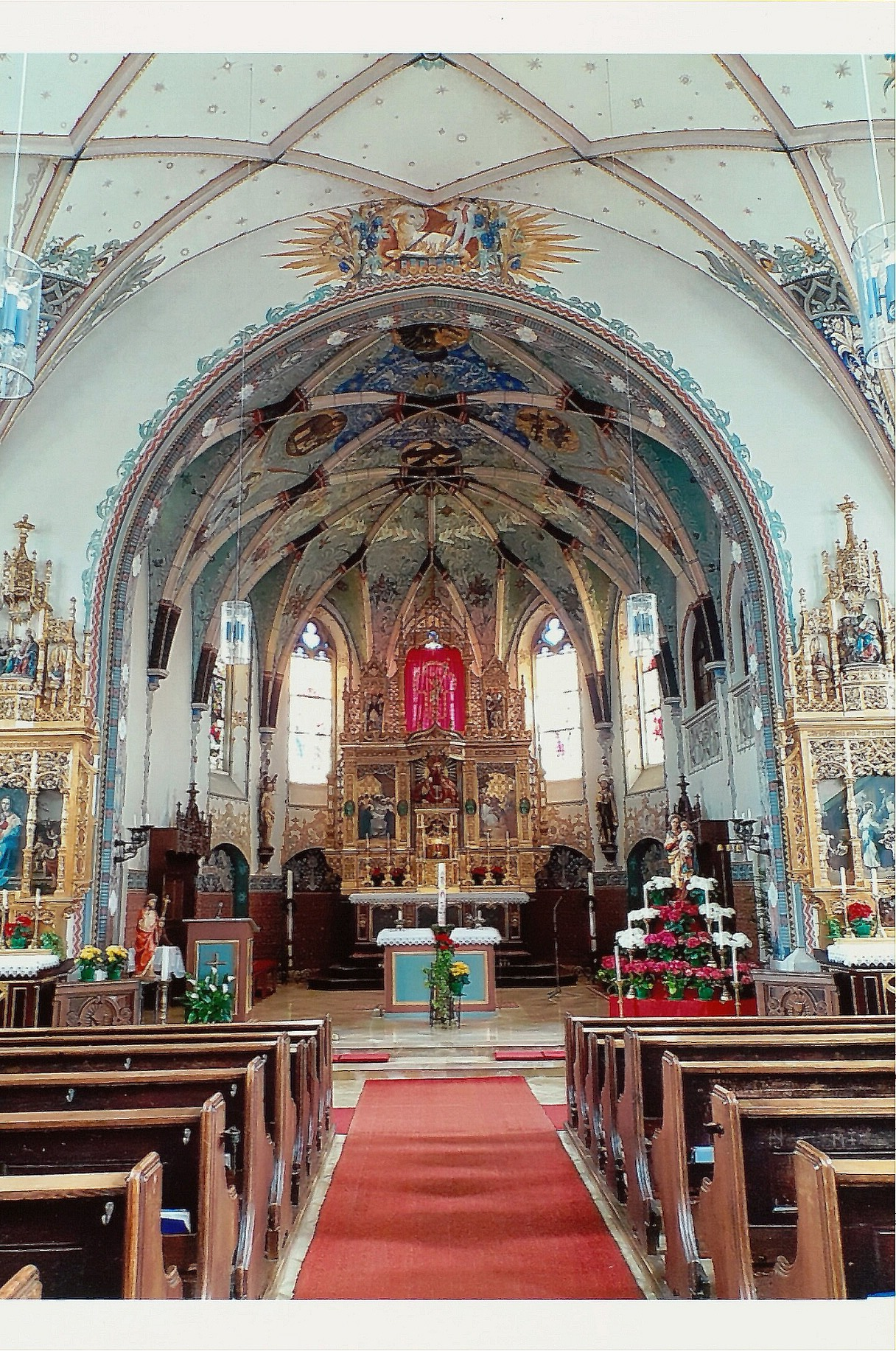
Das vordere Kircheninnere

Der Vorgängerbau war eine romanische Kirche mit einem Langhaus mit Rundbogenfries und westlichem Turm und östlich leicht eingezogenem gotischem Chor. 1692 wurde das erste Mal das Patrozinium Heilig Kreuz genannt. Die Fresken im Inneren entstanden um 1780/90 und zeigten die Kreuzauffindung der heiligen Helena und die Kreuzerhöhung durch Kaiser Heraklius. Gegen Ende des 19. Jahrhunderts wurde die alte Kirche (von 1430), die direkt an der Hauptstraße stand, zu klein, deshalb wurde angeregt, sie zu verlängern bzw. einen Neubau zu erstellen.
Erste konkrete Pläne wurden 1909/10 erstellt, von denen der Kirchenarchitekt Johann Baptist Schott verschiedene Versionen vorlegte. Der Entwurf Version III wurde ausgeführt. 1915 wurde der Bau fertiggestellt, die Kirchenweihe verzögerte sich aber bis zum Jahr 1935. 1922 wurde die alte Pfarrkirche abgerissen. Deren barocke Altäre und die Kanzel kamen in die Kirche St. Vitus in Berg.
Am 14. März 1940 riss ein Sturm den erst 1928 aufgesetzten spitzen Turmhelm herunter, wobei auch das Kirchendach beschädigt wurde. 1941 wurde der Turm in der alten Form wiederhergestellt.
Im 17. und 18. Jahrhundert fanden regelmäßig Wallfahrten der Gemeinde Hollenbach nach Heilig Kreuz in Gundelsdorf statt.

## Baubeschreibung

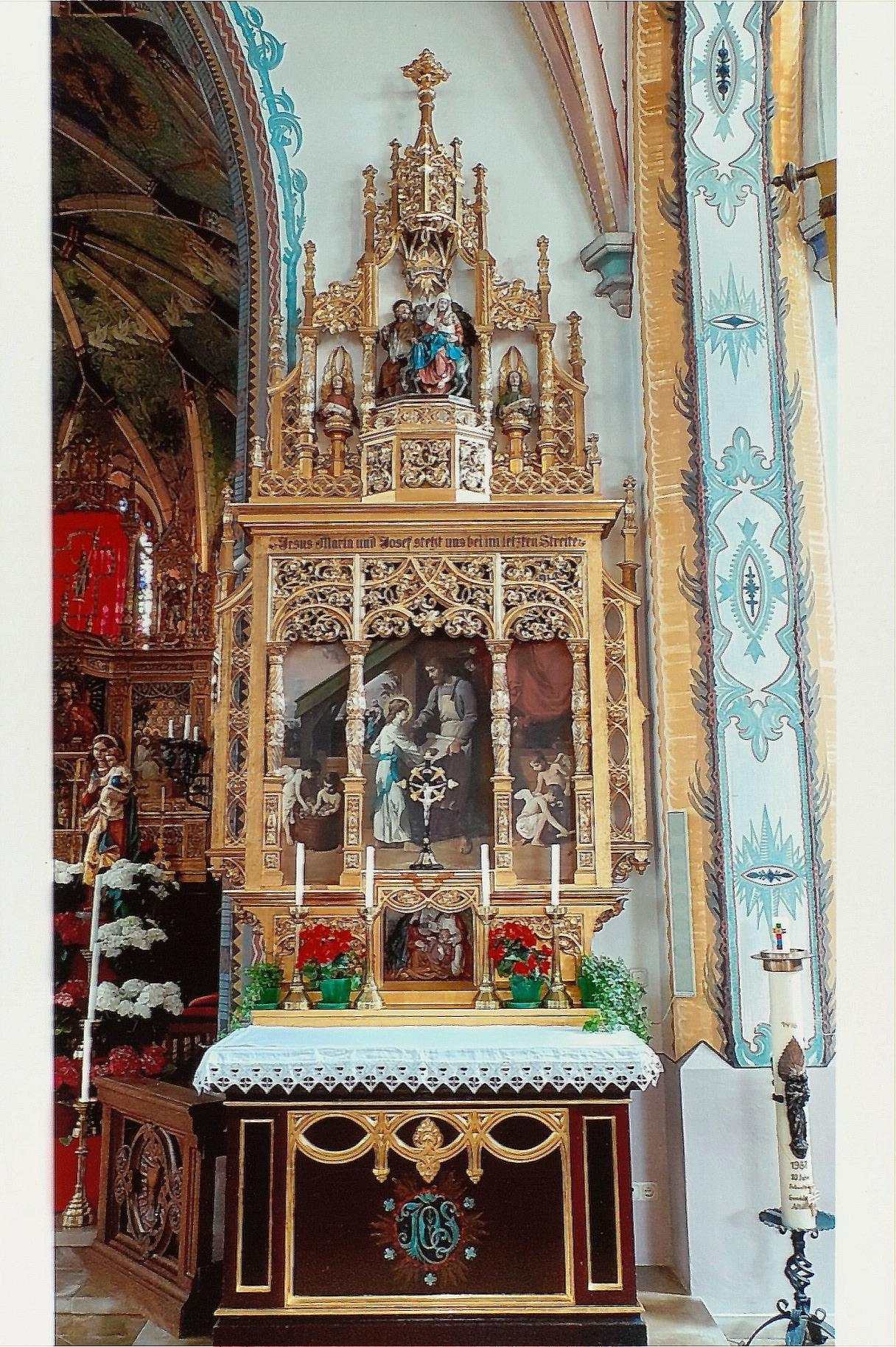
Rechter Seitenaltar

Die Kirche ist ein stattlicher, überwiegend einschiffiger Saalbau mit stark eingezogenem Chor und Dreiachtelschluss. Dem Langhaus sind im vorderen Bereich auf jeder Seite kurze kapellenartige Seitenschiffe angegliedert. Die Schiffe und der Chor haben reich mit Freskomalereien verzierte Netzrippengewölbe.
Im Hauptschiff sind am Chorbogen Seitenaltäre aufgestellt, ein weiterer Altar steht im südlichen Seitenschiff. Diese Altäre wie auch der Hochaltar sind reichlich mit gotisierendem Maßwerk gestaltet. Die Fresken malte 1922 Sebastian Hausinger aus München, die Altarausstattung und die Kanzel entwarf Anton Wagner; sie wurde 1916/17 in der Kirche aufgestellt.